# Music Box Russia
Russian Musicbox (наименование СМИ — RUSSIAN MUSICBOX, МЬЮЗИК БОКС РУ) — российский музыкальный телеканал начавший вещание с 15 ноября 2004 года. Суммарная зона вещания холдинга покрывает территорию всей Европы, России, СНГ, а также Северную Африку и Ближний восток. Объём музыкального вещания составляет 70 % русских и 30 % зарубежных видеоклипов. Телеканал является организатором Реальной Премии Music Box, которая проходила с 2013 по 2015 год в Государственном Кремлёвском дворце, а с 2016 по 2018 год в Crocus City Hall.

## История

### 2004—2011
В январе 2004 года холдинг принимает решение открыть российский телеканал Music Box, который будет транслировать исключительно русскоязычные видеоклипы. Помимо клипов, эфир заполняется развлекательными проектами собственного производства: хит-парадами, музыкальными новостями, прямыми эфирами с участием известных артистов эстрады таких как Николай Басков, LOBODA, Стас Михайлов, Лолита, Сергей Лазарев и другие.
Вещание канала началось 15 ноября 2004 года. Важным моментом открытия Russian Music Box в декабре 2004 года стало то, что с самого начала своего существования канал реализовал трансляцию на международном спутнике Hot Bird. Таким образом, Russian Musicbox стал первым музыкальным телеканалом, вещающим за рубежом для русскоязычного населения стран мира.
В мае 2007 года Music Box подготовил социальную рекламу под названием «Пьянство за рулём убивает. Рано или поздно. Всегда», будет рекламировать каждый день в конце ноября.
В летом 2007 года Music Box готовится к социального ролика от ГИБДД с названием ролика «Пристегнитесь, или пристегнут вас», а позже в весной 2008 года готовится к второму и третьему ролику с двух названием под слоган «Напрасный риск, разбитая жизнь» в конце двух ролика «Везучий» и «Один глоток алкоголя».
В конце осенью 2008 года Music Box очень старался подготовить новую социальную рекламу с названием «Движение без опасности», которых так называли из четырёх роликов «Будь человеком», «Пристегни ремень», «Сбавь скорость» и «Останови пьяного».
В декабре 2008 года Music Box готовит ещё один социальный ролик от компании «Движение без опасности», которые их называли рекламу для детей «Не теряйте нас, там где ездят машины».
В январе 2009 года уже 5 социальных роликов про «Движение без опасности», «Не теряйте нас», «Будь человеком», «Пристегни ремень», «Сбавь скорость» и «Останови пьяного».
В весной 2009 года подготовил социальную рекламу, которые будут в эфире из двух ролика «Мозг» и «Сердце» под названием «Береги себя», будут выходить каждый день до конца апреля 2010 года.
В мае 2010 года Music Box закончил свою социальную рекламу компании «Движение без опасности». Все закончили от 5 реклам, «Будь человеком», «Не теряйте нас», «Пристегни ремень», «Сбавь скорость» и «Останови пьяного».
В июне и декабре 2010 года Music Box готовит возобновление социального ролика от новой компании, вместо «Движение без опасности» будет у нас новый логотип «BEZDTP.RU», там где нас ждёт 2 ролика с названием «Засветись!» и «Не пересекай черту».
Одним из значимых проектов телеканала стала программа «Раскрутка», которая позволила молодым артистам заявить о себе, показав своё творчество широкой аудитории. Путём голосования телезрители выбирали лучший клип месяца и победитель получал горячую ротацию на телеканале. «Раскрутка» Music Box открыла таких исполнителей: Нюша, IOWA, Пицца, Егор Крид, Мари Краймбрери и другие артисты, которые получили старт на телеканале.
6 марта 2008 года сменился логотип и формат вещания. 1 сентября 2009 года канал сменил название с Music Box RU на Russian Music Box.

### 2011—2019
В апреле 2011 года генеральным директором Russian Music Box назначена Наталья Палинова. С 2012 года канал начинает успешно проводить концертные мероприятия Music Box Party по всему миру. Первой вечеринкой за рубежом стал концерт в Китае в Пекине, при участии дуэта Потап и Настя. Международные мероприятия Music Box проходят в Турции, Великобритании, Испании, на Кипре, Китае и Египте.
С 2011-2015 года социальная реклама ГИБДД уже возвращается в эфире Russian Music Box, будет у нас меньше социальных роликов, «Пристегнитесь, или пристегнут вас», «Один глоток алкоголя», «Останови пьяного», «Пристегни ремень» и «Будь человеком».
7 декабря 2015 года в Международном мультимедийном пресс-центре МИА «Россия сегодня» состоялась мультимедийная пресс-конференция на тему: «Переход телеканала Russian Music Box на вещание в формате HD» при участии президента международного холдинга Music Box Group Евы Сойреф, генерального директора российского холдинга Music Box Натальи Палиновой, Заслуженного артиста Российской Федерации Стаса Михайлова, генерального директора компании STV (ОАО «Спутниковое телевидение») Юлии Шахмановой, певца и лауреата Реальной Премии Music Box Стаса Костюшкина, режиссёра и продюсера Сергея Грея. Russian Music Box стал первым музыкальным телеканалом, который начал вещание в HD-качестве.
С 17 июня 2016 года музыкальный телеканал перешел формат высокой чёткости (Full HD)
С 14 мая 2018 года музыкальный телеканал перешел в 4:3 на 16:9.

### 2019 — настоящее время
В июле 2019 года у телеканала состоялось масштабное обновление и ребрендинг. В декабре 2019 года руководство холдинга принимает решение сменить название Russian Music Box на Music Box Russia и программную политику в сторону зарубежного контента и мировых премьер. Благодаря этому шагу, канал показывает положительную динамику телевизионного рейтинга и повышает среднемесячный охват аудитории.
15 января 2022 года телеканал обратно сменил название с "Music Box Russia" на "Russian Music Box".
10 марта 2023 года состоялся запуск "Music Box Radio" (только русские и танцевальные хиты). Партнёром радиостанции выступает АМГ Радио.

## Вещание
Телеканал доступен в пакетах большинства федеральных кабельных сетей: Ростелеком, Триколор, Beeline, Акадо, Tele2, Мегафон, OnLime, ЭР-Телеком. Также, Music Box Russia доступен на спутнике Ямал-401 практически на всей территории России и сопредельных странах.
Music Box Russia также вещает в Интернете на официальном сайте канала. Онлайн-трансляция телеканала предоставлена Яндекс.

## Программы телеканала

### Программы Music Box Russia
| № | Название                        | Описание |
| - | ------------------------------- | --- |
| 1 | The Official Russian Top 40     | Видеоверсия официального российского хит-парада радиостанций по версии портала TOPHIT |
| 2 | Шоу “ТОП ПЕРСОНА”               | Уникальный проект с ведущими экспертами и специалистами разных областей. |
| 3 | Активный День                   | Гламурная красотка Anessa Kay покажет вам свой звездный образ жизни и научит |
| 4 | Раскрутка                       | Возрождение легенды! Телеканал RUSSIAN MUSIC BOX вновь запускает проект |
| 5 | Мария Научит                    | Телеведущая Мария Ткаченко отправилась в горы, чтобы показать всю красоту горнолыжного курорта города Сочи на RUSSIAN MUSIC BOX!                                                                                |
| 6 | Секрет Успеха с Юлией Никас     | Когда мы видим, известного человека на экране или в списке Форбс, мы забываем, что они так же, как и все, преодолевали препятствия и сомнения, на пути к своей цели. Что-то внутри них, помогло им идти дальше. |
| 7 | Sector Online                   | А вы отмечаете свой день рождения? Представьте себе, мы знакомы с несколькими людьми, которые — нет. Но команда шоу SECTOR хочет закатить настоящую вечеринку в честь исполнения года нашему проекту.           |
| 8 | Music Box News                  | Самые важные новости из мира музыки, шоу-бизнеса, моды и кино. |
| 9 | Марципанка на каникулах #Сибирь | Шоу о путешествиях по России. Телеведущая Татьяна Федорищева (Мисс Марципанка) отправилась в Сибирь и покажет отдых в этом регионе под новым углом. Каждую пятницу в 20:00 на Russian Music Box                 |

### Блоки
| № | Название     | Описание |
| - | ------------ | --- |
| 1 | Пой Со Мной  | Если вы любите караоке также, как и мы, то программа «#Пойсомной» специально для вас. Вы услышите только хиты, и точно захотите подпевать каждую песню. |
| 2 | 100 Хитов    | Плейлист самых актуальных ТОП-клипов. |
| 3 | Золотые киты | Главные хиты 90-х — 2010 годов. |
| 4 | Крутой Хит   | Горячие хиты от лидеров мировых чартов. |
| 5 | Лови ритм    | Тонизирующие хиты — заряжают бодростью на весь день. |
| 6 | Танцпол      | Время для вечеринки! Лучшие танцевальные и клубные хиты.                                                                                                |

## Информационные интеграции
Music Box является информационным партнёром многих крупных фестивалей, мероприятий, концертов:
- Новая волна
- Славянский базар
- PaRuS в Дубае
- Deli Very Fest [10]
- Мак Хеппи День от McDonald’s[11]
- Концерт Рики Мартина в Москве
- ROOF FEST
- Deli Music Day
- Концерт Morcheeba в Москве
- Концерт Эмирa Кустцурицы в Москве
- Ural Music Night

## Реальная Премия Music Box
С 19 ноября 2013 года вручается «Реальная Премия Music Box», победители определяются голосованием телезрителей на сайте телеканала.
Премия сопровождается концертным шоу с участием номинированных артистов и приглашённых звёзд. Каждая премия проходит под лозунгом, который определяет концепт всего шоу.